# Saccharum viguieri
Saccharum viguieri är en gräsart som först beskrevs av Aimée Antoinette Camus, och fick sitt nu gällande namn av Clayton. Saccharum viguieri ingår i släktet Saccharum och familjen gräs. Inga underarter finns listade i Catalogue of Life.